# 日本福祉大学女子短期大学部
日本福祉大学女子短期大学部（にほんふくしだいがくじょしたんきだいがくぶ、英語: Nihon Fukushi University Women's Junior College）は、愛知県知多郡美浜町奥田会下前35-6に本部を置いていた日本の私立大学である。1961年に設置され、1996年に廃止された。

## 概要

### 大学全体
- 愛知県知多郡美浜町に所在した日本の私立短期大学で、設置主体は学校法人法音寺学園。1学科で入学定員50名体制をもって1961年に開学[1][2]。
- 後に学科の増設により2学科体制となるが、1973年度以降は再び1学科体制となる。元々は、名古屋市昭和区に設置されていた[3]が後に美浜町に移転された。
- 定員の増員が2度行われ150名となり、1994年度の入学生を最後に[注釈 2]、1996年に短期大学としての使命を終える[7]。

### 建学の精神（校訓・理念・学是）
- 日本福祉大学を参照。

### 教育および研究
- 保育者の養成を執り行っていた。かつては、生活学をベースとした専門教育も行われていた。

## 沿革
- 1961年
  - 3月31日 左記を以て文部省[注 1]より短期大学の設置が認可される[8]。
  - 4月1日 日本福祉大学女子短期大学部が以下の学科体制にて開学する。
    - 保育科[注 2]
- 1964年
  - 4月1日 生活科を新設[注 3]。
- 1967年
  - 4月1日 保育科の入学定員50名→100名に増員[注 4][14]。
- 1971年
  - 4月1日 生活科の学生募集を最終とする[注 5]。
- 1973年
  - 3月31日 生活科を廃止する[16][注 6]。
- 1976年
  - 4月1日 保育科の入学定員100名→150名に増員[16][注 7]。
- 1983年
  - 4月1日 キャンパスを名古屋市昭和区滝川町31[19]から美浜町に移転[20]。
- 1994年
  - 4月1日 この年度で学生募集を終了[注 8][注釈 2]。
- 1996年
  - 11月19日 廃止の認可を受ける[7][注 9]。

## 基礎データ

### 所在地
- 愛知県知多郡美浜町奥田会下前35-6[7]

## 教育および研究

### 組織

#### 学科
- 保育科 入学定員150名[注 10]
- 生活科 [注釈 1]入学定員50名[注 11]

#### 専攻科
- なし

#### 別科
- なし

#### 取得資格について
- 保母資格・幼稚園教諭二種免許状：保育科[25]
- 中学校教諭二級免許状（家庭）：生活科[26][27]

### 研究
- 『日本における保育理論と実践の歴史的考察 : 集団主義にもとづき子どもの生活に根ざす保育の理論の実践と探求のために』[28]ほか。

## 大学関係者と組織

### 大学関係者一覧
歴代学長
- 鈴木修学

#### 出身者
- 平山佐知子（参議院議員、フリーキャスター）

## 施設

### キャンパス
- 大学と共同使用されていた。

### 寮
- 日本福祉大学女子短期大学部の寮は4年制大学と同じく「勢和寮」であった[25]。

## 対外関係

### 系列校
- 日本福祉大学
- 日本福祉大学付属高等学校

## 卒業後の進路について

### 編入学・進学実績
- 日本福祉大学への編入学制度があった[25]。